# Agnieszka Kühnl-Kinel
Agnieszka Kühnl-Kinel est une universitaire polonaise (philologie romane) spécialisée en langue et littérature françaises.

## Biographie
Docteur en langue, littérature et civilisation françaises (Nancy II, 1999) avec une thèse sur Marcel Marceau.
Agnieszka Kühnl-Kinel a été enseignante à l'École des hautes études commerciales de Varsovie (SGH) et est depuis le 1er mars 2012 vice-rectrice du centre universitaire PWSZ (Państwowa Wyższa Szkoła Zawodowa) de Koszalin.
Parallèlement elle est traductrice.

### Traduction
- Hanna Węgrzynek, Katarzyna Wieczorek, Mille ans des Juifs en Pologne, Varsovie : Institut Adam Mickiewicz, 2004  (ISBN 978-83-88814-31-0)
- Michel Clamen, Lobbing i jego sekrety (traduction de Le lobbying et ses secrets. Guide des techniques d'influence), 2006,  (ISBN 83-88667-37-8)
- Cizia Zykë, Tuan,	Połczyńska, Wyd. Reporter, 2010  (ISBN 978-83-92593-40-9)